# Sloka (Letonia)
Sloka es un barrio de la ciudad de Jūrmala, Letonia.

## Superficie
Posee una superficie de 4,8 kilómetros cuadrados (480 hectáreas).

## Población
Hasta 2008 presentaba una población de 6013 habitantes, con una densidad de población de 1252,7 habitantes por kilómetro cuadrado.